# Гейченко, Семён Степанович
Семён Степа́нович Ге́йченко (1 [14] февраля 1903, Петергоф, Санкт-Петербургская губерния, Российская империя — 2 августа 1993, Пушкинские Горы, Псковская область, Россия) — советский писатель-пушкинист, музейный работник. Заслуженный работник культуры РСФСР. Герой Социалистического Труда (1983). Организовал воссоздание мемориального музея-заповедника А. С. Пушкина «Михайловское» в Псковской области. Лауреат Государственной премии РСФСР имени Н. К. Крупской (1989) и Государственной премии Российской Федерации (2001 — посмертно).

## Биография
Родился 1 (14) февраля 1903 года в Петергофе. Отец, подпрапорщик Стефан Гейченко, выходец из запорожского казачества, служил вахмистром-наездником конно-гренадерского полка, находившегося в Петергофе. Учился в Петергофской гимназии.

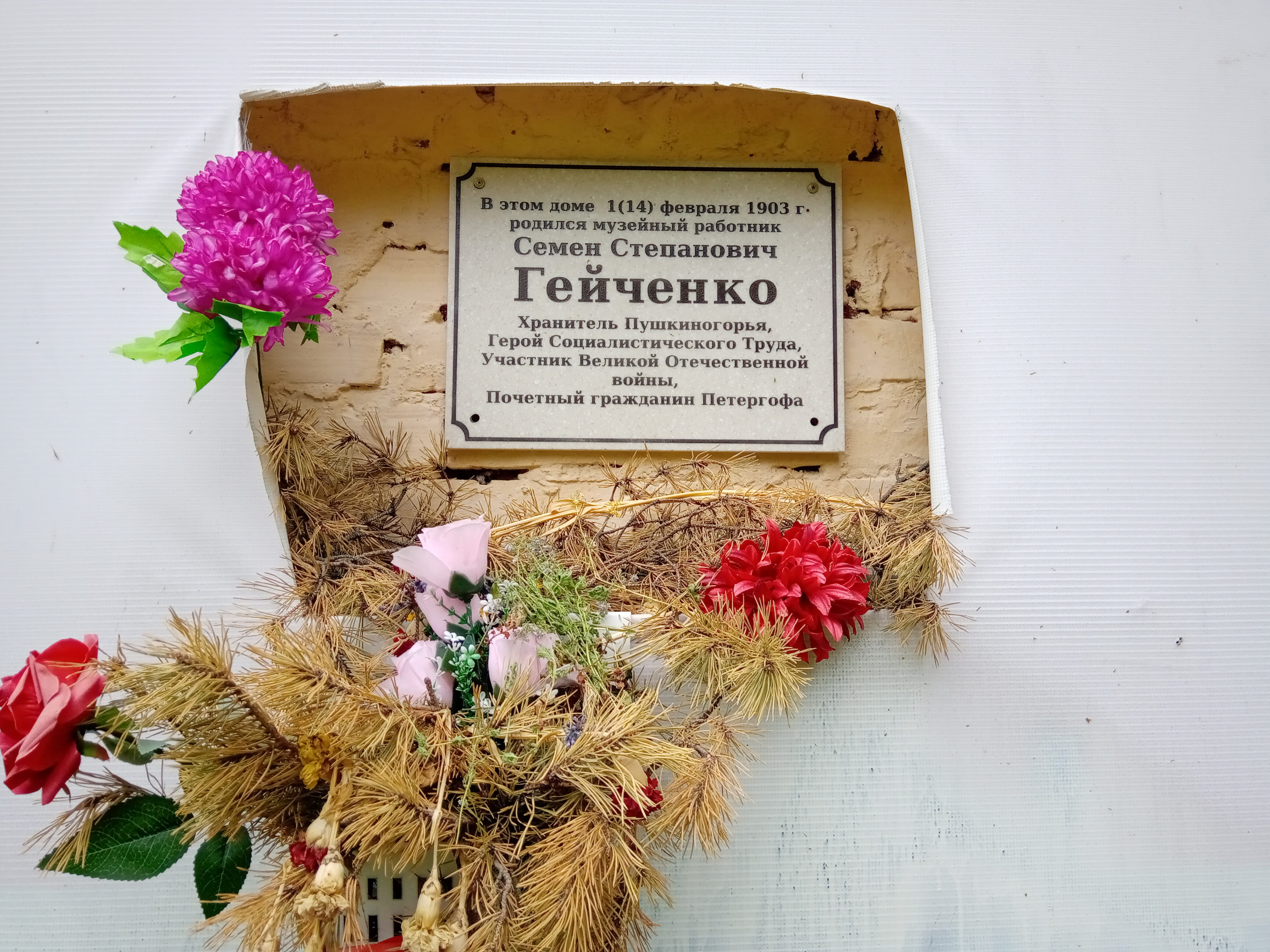
Мемориальная доска на полузаброшенном здании в Петергофе, где родился С. С. Гейченко

В 1924 году, будучи студентом отделения истории искусств Петроградского университета, поступил на службу в Петергофские дворцы-музеи, где работал до 1938 года научным сотрудником и хранителем. Занимался созданием архива и фототеки, экспозицией Нижней дачи Николая II вплоть до её ликвидации как музея в 1936 году. Принимал активное участие в составлении дворцовых описей.
Автор серии путеводителей по дворцам-музеям Петергофа. Работал в доме-музее И. Е. Репина «Пенаты», в Институте русской литературы РАН; с 1938 года — в Русском музее, c 1939 года — в Литературном музее Института русской литературы. Тогда же защитил диссертацию по художественному наследию М. В. Ломоносова.
В 1941 году был арестован за «антисоветскую пораженческую пропаганду» (ст. 58, ч. 1). Гейченко сомневался в существовании советской демократии, «победоносной» Красной армии, отступавшей под натиском немцев; говорил, что руководство лично И. В. Сталина и Советской власти сделало крестьян «грязными и голодными». С июля 1941 года по июль 1943 года находился в лагере.
С 1943 года служил на фронте, воевал командиром миномётного расчёта. Тяжело ранен под Новгородом, лишился левой руки.
В апреле 1945 года был назначен директором Государственного Пушкинского музея-заповедника в селе Михайловском. Приехав на территорию, где ему пришлось сперва жить в землянке, он по сути создал музей заново и проработал в этой должности 45 лет.
В 1955 году вступил в КПСС.
Им была собрана коллекция колоколов и он мечтал оснастить колокольню Успенского собора в Святогорском монастыре, где покоится прах Пушкина. Гейченко добился, что лучшие его колокола были водружены на соборной колокольне. Теперь их звоном ежегодно открывается пушкинский праздник поэзии в Михайловском.
Умер 2 августа 1993 года в посёлке Пушкинские Горы Псковской области. Похоронен на городище Воронич.

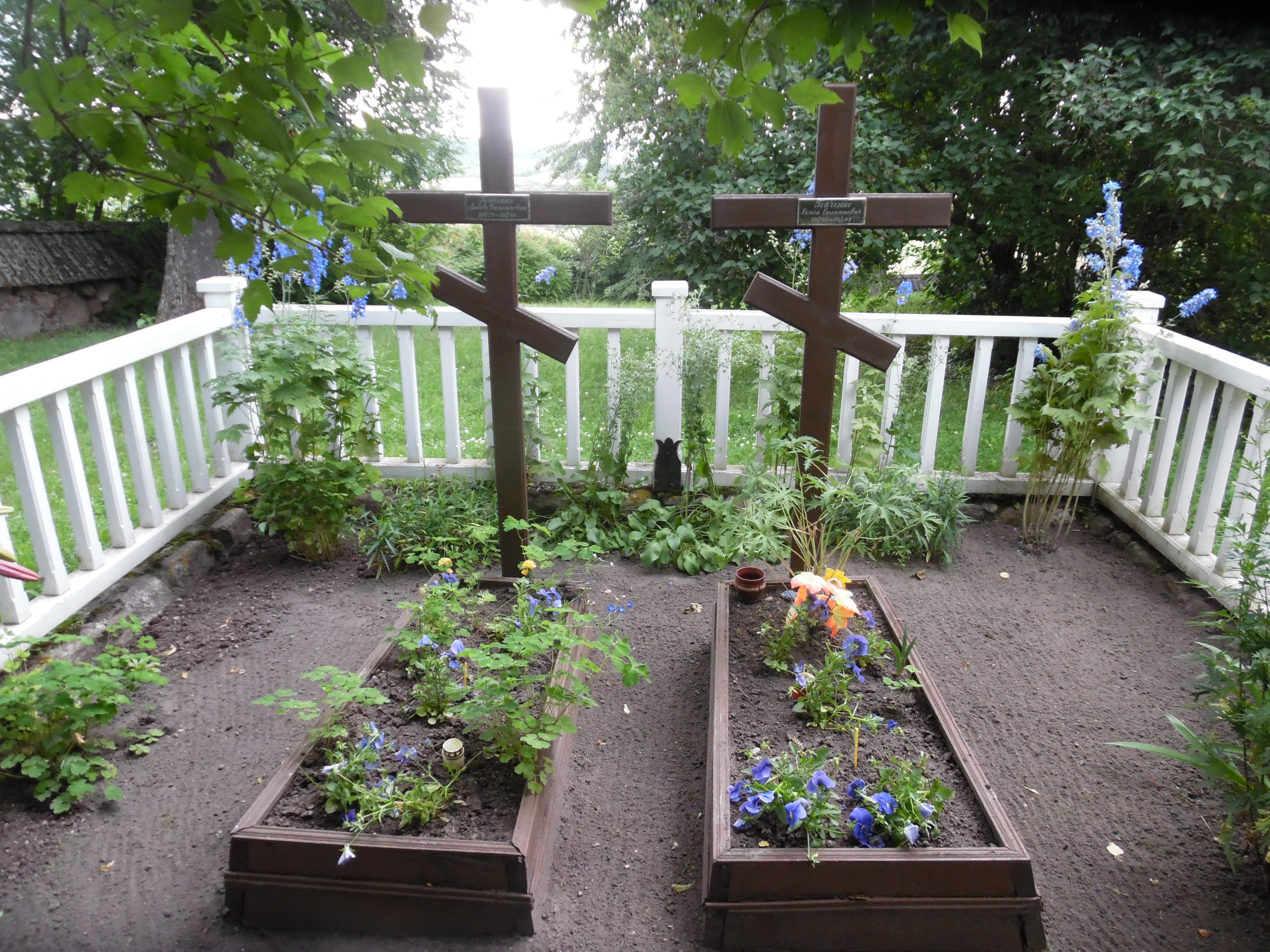
Могила С. С. Гейченко и его жены

## Память
- В честь С. С. Гейченко в 2015 году часть Новоржевской улицы в пос. Пушкинские Горы названа бульваром Гейченко[6].
- 2 августа 2016 года Центральной библиотеке Петродворцового района Санкт-Петербурга (г. Петергоф) было присвоено имя С. С. Гейченко[7].
- 1 сентября 1993 года в честь С. С. Гейченко назван астероид 4304 Geichenko, открытый в 1973 году астрономом Л. И. Черных.

## Награды и премии
- Герой Социалистического Труда (12.2.1983)
- орден Ленина (12.2.1983)
- орден Октябрьской Революции (2.7.1971)
- орден Отечественной войны I степени (11.3.1985)
- орден Дружбы народов (24.8.1978)
- Государственная премия РСФСР имени Н. К. Крупской (1989) — за книги «У Лукоморья» и «Завет внуку»
- Государственная премия Российской Федерации (2001 — посмертно) — за развитие лучших традиций музейного дела
- заслуженный работник культуры РСФСР
- Почётный гражданин Петергофа (1992)
- Почётная грамота Президиума Верховного совета Российской Федерации (18.01.1993) — за заслуги в сохранении культурного наследия России и развитии музейного дела[8].
- Медаль А. С. Пушкина (1988 год, Международная ассоциация преподавателей русского языка и литературы)[9].
- Орден Великой Победы (2007 год, посмертно)[10].